# 江南蘇松常鎮太等處承宣布政使司
江南蘇松常鎮太等處承宣布政使司，簡稱江蘇布政使司、江蘇藩司，前身为江南右布政使司，是清朝在蘇州府设立的省级行政机构「承宣布政使司」，領今江蘇省東部地區和上海市。

## 历史

### 本级政区沿革
明代其地屬南京直隸地區（南直隸）。顺治二年，清廷改南直隶为江南省（辖境大致为今江苏省、安徽省和上海市），最初设一位江南布政使司（驻江宁府），以及三巡抚(江宁巡抚、凤庐巡抚和操江巡抚)。根据康熙年间的《大清会典》，布政使为一省之长。因此江南布政使的到任，可以认为江南省成立。顺治十八年，江南布政使分为左、右两位，分驻江宁府、苏州府，左为长，右为副，掌全省政令、财赋，右布政使辖江宁府、镇江府、苏州府、松江府、常州府，左布政使轄安慶府、徽州府、寧國府、池州府、太平府、廬州府、鳳陽府、淮安府、揚州府及徐州直隸州、滁州直隸州、和州直隸州、廣德直隸州。然这两位布政使仍冠以“江南”头衔，所以不可能认为江南分省。隸屬於兩江總督、江寧巡撫。
康熙五年，江南右布政使增领扬州府、淮安府和徐州，左布政使则相应减少。因此左、右两布政使辖境已经和现在安徽、江苏两省十分接近。康熙六年（1667年），左、右布政使分别改为江南安徽等处承宣布政使、江南蘇松常鎮太等處承宣布政使（简称江蘇布政使），依然分驻江宁府、苏州府，但江宁府本身属于江苏布政使辖境。江蘇布政使司統江寧、蘇州、常州、松江、鎮江、揚州、淮安七府，及徐州直隸州。此后，清代典籍里面“安徽”、“江苏”出现次数逐渐增加，但“江南省”字眼仍十分常见。康熙朝也并未有记载“分省”。所以这里的两个布政使辖境还只是两省的雏形罢了。另外，康熙二十九年，分定江南、浙江洋汛，嵊泗地域划归江南省江苏布政使司的崇明县。
乾隆二十五年，安徽布政使从江宁府迁往安庆府。同时，江苏布政使一分为二——江宁布政使（驻江宁府 ）和江苏布政使（驻苏州府）。江苏省境内形成了一巡抚两布政的格局。不过，从清朝中期开始，巡抚逐步取代了布政使成为一省之长，所以江苏内部分两个布政的情况并不被认为是“分省”，毕竟名义上还有“江苏巡抚”统辖坐镇。至此江苏、安徽两省官僚体系完全定型，在清代文献中出现频率逐渐高过“江南”的频率，因而坐实了分省的事实。

### 下级政区沿革
雍正二年（1724年），升太倉州、邳州、通州、海州四散州為直隸州。雍正十一年（1733年），升徐州直隸州為徐州府，邳州直隸州降為散州，屬徐州府。
乾隆二十五年（1760年），移安徽布政使司駐安慶；分江蘇布政使司置江寧布政使司，駐江寧府，析江寧府、揚州府、淮安府、徐州府、通州直隸州、海州直隸州屬之。乾隆三十二年（1767年），析置海門直隸廳屬江寧布政使司。